# Andrij Kikot´
Andrij Jarosławowycz Kikot', ukr. Андрій Ярославович Кікоть (ur. 7 czerwca 1984 we Lwowie) – ukraiński piłkarz, grający na pozycji pomocnika, trener piłkarski.

## Kariera piłkarska

### Kariera klubowa
Wychowanek Szkoły Piłkarskiej we Lwowie. Pierwszy trener – ojciec Jarosław Kikot'. Bronił barw klubów Karpaty Lwów i Wołyń Łuck w juniorskich mistrzostwach Ukrainy (DJuFL). Karierę piłkarską rozpoczął w 2002 w trzeciej i drugiej drużynie Karpat. 28 sierpnia 2004 debiutował w podstawowym składzie lwowskiego klubu. Latem 2005 przeszedł do Enerhetyka Bursztyn. Na początku 2007 przeniósł się do klubu Naftowyk-Ukrnafta Ochtyrka, z którym awansował do Wyższej Ligi. Latem 2010 wrócił do Lwowa, gdzie zasilił miejscowy FK Lwów. Potem występował w klubach Helios Charków, Arsenał Biała Cerkiew i Nywa Tarnopol. W 2014 został piłkarzem Ruchu Winniki, w którym zakończył karierę piłkarza w 2017.

## Kariera trenerska
W 2017 rozpoczął pracę szkoleniową w sztabie szkoleniowym Ruchu Winniki, gdzie pomagał trenerom Rusłanowi Mostowemu i Wołodymyrowi Maziaru. 13 listopada 2017 został mianowany na stanowisko pełniącego obowiązki głównego trenera Ruchu Winniki. 8 września 2018 zrezygnował ze stanowiska głównego trenera drużyny winnikowskiej.

## Sukcesy i odznaczenia

### Sukcesy klubowe
- mistrz Perszej Lihi: 2006/07
- wicemistrz Perszej Lihi: 2016/17
- brązowy medalista Perszej Lihi: 2004/05, 2012/13